# Liste des voies de Sablé-sur-Sarthe
 (mars 2019).

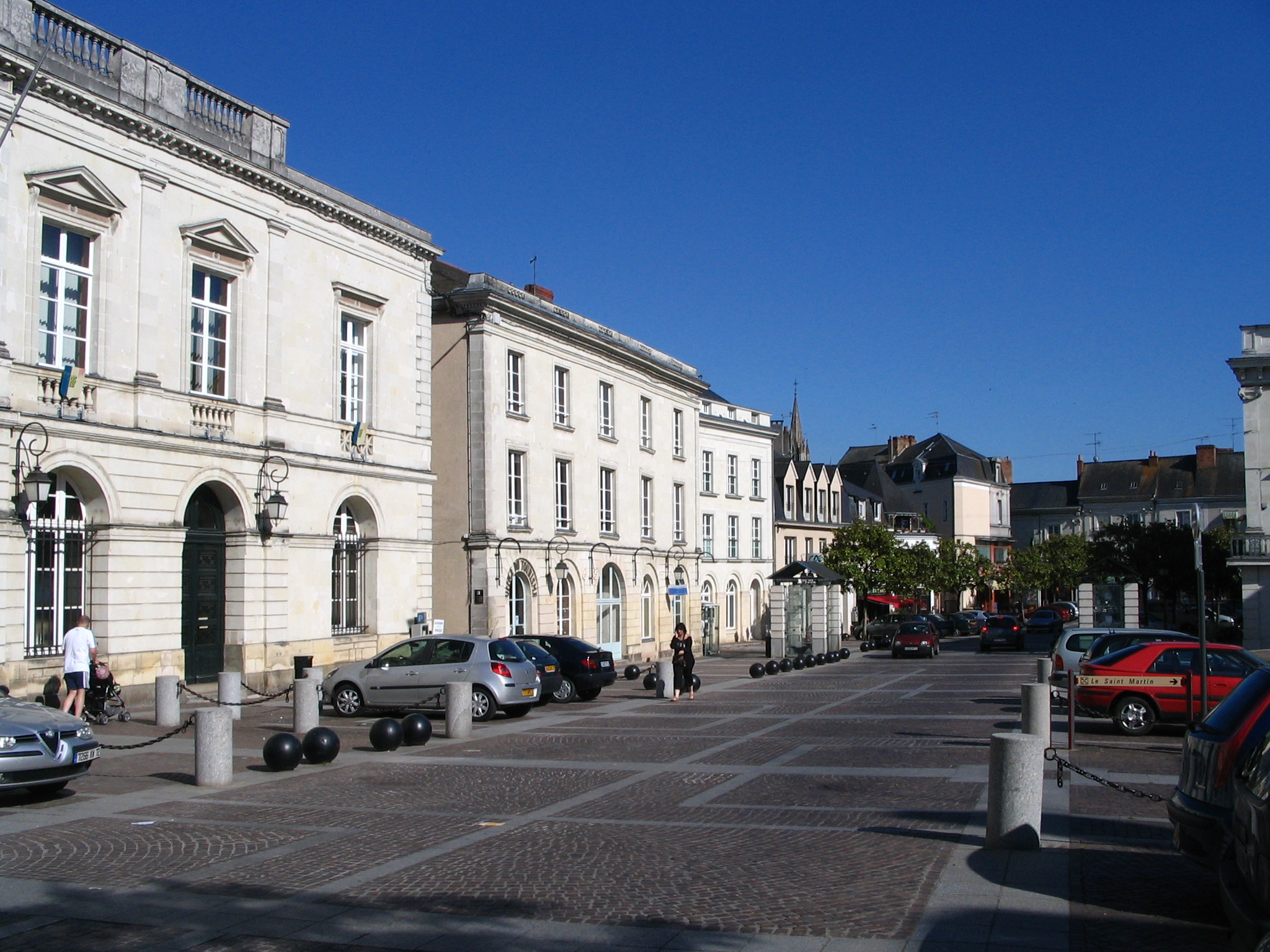
La place Raphaël-Élizé, avec l'hôtel de ville sur la gauche.

Cette page présente, après une présentation générale de la voirie, la liste des voies de Sablé-sur-Sarthe classées par ordre alphabétique.

## Histoire

### Tracé des rues
Le tracé des rues de Sablé n'est réglementé qu'à partir du XIXe, avec le percement de la rue Carnot (1847-1850).

### Choix des noms
L'usage de baptiser les rues de Sablé est ancien, mais ne devient obligatoire qu'en l'an II (1794-1975). Un conseil municipal de 1947 prend l'engagement de ne débaptiser aucune rue qui portait alors un nom
Les noms des rues actuelles peuvent être classés en plusieurs thèmes, à savoir :
- les personnalités locales : Raphaël Élizé, Joël Le Theule, Gilles Ménage, André Cerisay, Pierre Besnier, Alain de Rougé, René François-Primaudière, Théophile Plé, Michel Vielle, François de Nicolaÿ, Henri Simon, Prosper Guéranger, le chanoine Pannetier, Léon Legludic, Jean Peltier, Renaudeau, Fourmont ;
- les personnalités politique nationale sou internationales ;
- les personnalités du monde artistique ;
- les rivières et lieux locaux ;
- la botanique.

- Haut – A
- B
- C
- D
- E
- F
- G
- H
- I
- J
- K
- L
- M
- N
- O
- P
- Q
- R
- S
- T
- U
- V
- W
- X
- Y
- Z

-

## 0-9
- Place du 8-Mai-1945
- Rue du 11-Novembre-1918

## A
- Rue Abel-Servien
- Rue de l'Abreuvoir
- Allée des Acacias
- Rue du Ah-Ah
- Impasse Alain-de-Rougé
- Rue Alain-de-Rougé
- Rue Albert-Camus
- Rue d'Alsace
- Impasse des Amandines
- Rue des Amandines
- Rue des Anciens-Combattants-d'Afrique-du-Nord
- Rue des Anciens Haras
- Avenue André-Cerisay
- Rue André-Malraux
- Impasse d'Anjou
- Rue d'Anjou
- Rue d'Aquitaine
- Rue de l'Arche
- Rue de l'Ardoisière
- Rue Aristide-Briand
- Rue de l'Aubépine
- Allée de l'Aubrée
- Rue Auguste-Coutard
- Allée Auguste-Lambert

## B
- Route de Ballée
- Allée des Bazinières
- Rue de Bel-Air
- Rue de Bellevue
- Allée des Bleuets
- Rue de Breil
- Rue de la Briquetterie
- Avenue de Buckeburg
- Rue des Buttes

## C
- Rue Carnot
- Rue du Champ-d'en-Bas
- Place du Champ-de-Foire
- Allée du Champ-de-Vigne
- Rue du Champ-du-Cormier
- Rue du Champ-du-Milieu
- Place du Chanoine Pannetier
- Chemin du Chardonnay
- Avenue Charles-de-Gaulle
- Rue de la Chartrie
- Impasse du Château
- Allée des Chênes-Verts
- Allée des Chèvrefeuilles
- Impasse du Clos-du-Bois
- Rue du Clos-du-Bois
- Rue du Clos-du-Rosay
- Allée des Colchiques
- Allée des Coquelicots
- Rue des Courbes

## D
- Rue des Deux-Journaux
- Place Dom-Guéranger
- Rue Dorée

## E
- Rue des Échelles
- Rue de l'Églantine
- Place de l'Église
- Rue de l'Épine
- Rue d'Erve
- Ruelle d'Erve
- Rue de l'Étoile
- Rue de l'Europe

## F
- Rue de Farcé
- Rue Félix-Huvé
- Rue Fernand-Lemaire
- Rue Fernand-Leroi
- Rue de Fleury-sur-Orne
- Chemin de la Fonderie
- Rue des Forges
- Rue Fourmont
- Rue des Fourneaux
- Rue François-Mauriac
- Rue François-de-Nicolay
- Rue François-Truffaut
- Chemin de la Fresnaye

## G
- Impasse du Gadage
- Rue Gambetta
- Boulevard de la Gare
- Rue de Gastines
- Chemin de Gautret
- Rue du Général-Leclerc
- Rue des Genêts
- Allée des Gentianes
- Rue Georges-Brassens
- Rue Georges-Simenon
- Rue Gilles-Ménage
- Rue de la Godefrairie
- Square de la Grange
- Rue du Grand-Clos
- Grande-Rue
- Rue des Greluchons
- Rue Georges-Guynemer

## H
- Rue Haute-Folie
- Rue Hélène-Boucher
- Rue Henri-Simon

## I
- Rue de l'Île

## J
- Allée Jacques-Prévert
- Rue du Jardin-des-Courbes
- Rue Jean-Bouin
- Mail Jean-de-Bueil
- Rue Jean-de-Bueil
- Place Jean-Mermoz
- Avenue Jean-Monnet
- Rue Jean-Peltier
- Allée Jean-Pierre Wimille
- Avenue Joël-Le-Theule
- Place John-Kennedy
- Rue des Jonquilles
- Rue des Juifs
- Rue des Jumeaux

## L
- Route de La Flèche
- Route de Laval
- Rue des Lavanderies
- Rue du Lavoir
- Rue Léon-Legludic
- Rue de la Libération
- Rue de la Liberté
- Rue Lino-Ventura
- Allée du Loir

## M
- Rue du Maine
- Chemin de la Maison-Blanche
- Route du Mans
- Rue du Maréchal-de-Lattre-de-Tassigny
- Rue de la Mandinière
- Rue Marcel-Carné
- Rue Marcel-Pagnol
- Place du Marché-aux-Porcs
- Rue de la Marjolaine
- Quai Marland
- Rue de la Martinière
- Rue Maryse-Bastié
- Allée de la Mayenne
- Rue Michel-Vielle
- Allée des Mimosas
- Rue des Mines
- Rue de Montafilant
- Allée des Montforts
- Avenue de Montreux
- Passage de Montreux
- Rue du Moulin

## N
- Quai National
- Place Neuve
- Rue de la Noé
- Rue Notre-Dame

## P
- Chemin de Pannevert
- Rue du Panorama
- Allée des Pâquerettes
- Rue Pasteur
- Rue Paul-Doumer
- Rue de la Pellandière
- Rue des Perce-Neige
- Rue du Perche
- Rue des Pervenches
- Rue du Petit-Marché
- Rue du Petit-Port
- Rue de la Petite-Vitesse
- Rue des Petits-Champs
- Rue de la Pièce-des-Ruelles
- Rue Pierre-Besnier
- Rue Pierre-et-Marie-Curie
- Rue de Plaisance
- Rue de la Pommeraie
- Rue du Pommier-Rond
- Rue des Pommiers
- Rue du Pont
- Rue du Pré
- Route de Précigné
- Allée du Prémont
- Chemin du Pressoir
- Rue du Prieuré
- Boulevard de la Primaudière
- Allée des Primevères

## Q
- Allée du Québec

## R
- Allée Raiffeisen
- Place Raphaël-Élizé
- Impasse Renaudeau
- Allée René-Mouchotte
- Place de la République
- Allée de la Résistance
- Rue Robert-Desnos
- Allée des Roches
- Rue Romy-Schneider
- Chemin du Rosay
- Rue du Rosay
- Rue des Rosiers

## S
- Rue Saint-Blaise
- Rue Saint-Denis
- Rue Saint-Exupéry
- Rue Saint-Joseph
- Rue Saint-Laurent
- Place Saint-Marc
- Rue Haute Saint-Martin
- Passage Saint-Martin
- Rue Saint-Martin
- Rue Saint-Nicolas
- Rue de Sarthe
- Rue de la Scierie
- Rue des Séguinières
- Route de Solesmes

## T
- Allée de la Taude
- Rue du Temps-Perdu
- Impasse des Terrasses
- Rue des Terrasses
- Rue des Terres
- Rue Théophile-Plé
- Allée des Tilleuls
- Rue de la Tournerie
- Rue Traversière de Bouère
- Rue Traversière des Terres
- Allée du Treulon
- Rue de la Tuilerie
- Allée des Tulipes

## V
- Avenue de la Vaige
- Allée de la Vègre
- Rue de Verdun
- Allée du Verger
- Allée Verte
- Impasse du Viaduc
- Rue du Viaduc
- Rue Victor-Hugo
- Chemin de Villeneuve
- Allée des Violettes

## Y
- Rue de l'Yvonnière